# 帕多瓦钟楼
帕多瓦钟楼（Torre dell'Orologio）又称为帕多瓦天文钟是一座钟楼，位于意大利帕多瓦的领主广场，介于Palazzo (Palace) del Capitanio和Palazzo dei Camerlenghi之间。 

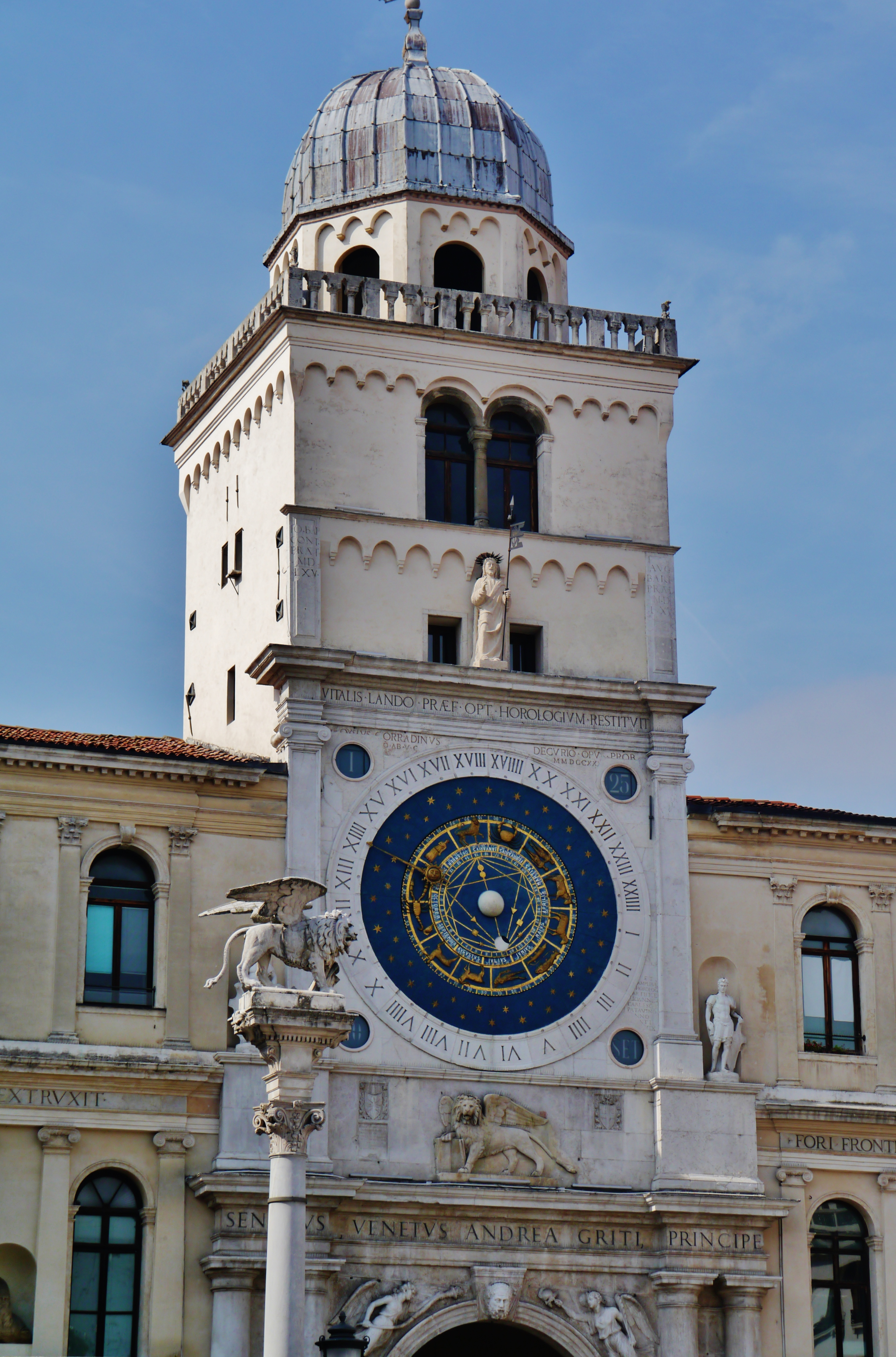

钟楼的建造始于1426年，大约在1430年完工。委托方是卡拉拉的乌贝蒂诺一世，他是帕多瓦卡拉雷西家族的一员，在1338年至1345年间是帕多瓦的领主。 1427年钟楼扩建，以容纳新时钟。时钟本身于1434年完成。 后来在 1436 年，在时钟的表盘上添加了装饰，一年后钟楼落成。 钟楼底部的大拱门于1531年添加，是由乔瓦尼·玛丽亚·法尔科内托设计。
时钟的设计和建造由来自意大利的意大利医生、天文学家和机械工程师乔瓦尼·唐迪监督，得到了吉安·佩特罗·达勒·卡尔迪尔的协助。时钟的整个设计参照了黄道带星宫。在最初的时钟上，天秤宫并不存在，因为在之前的系统中，天蝎宫和天秤宫是一个星宫。

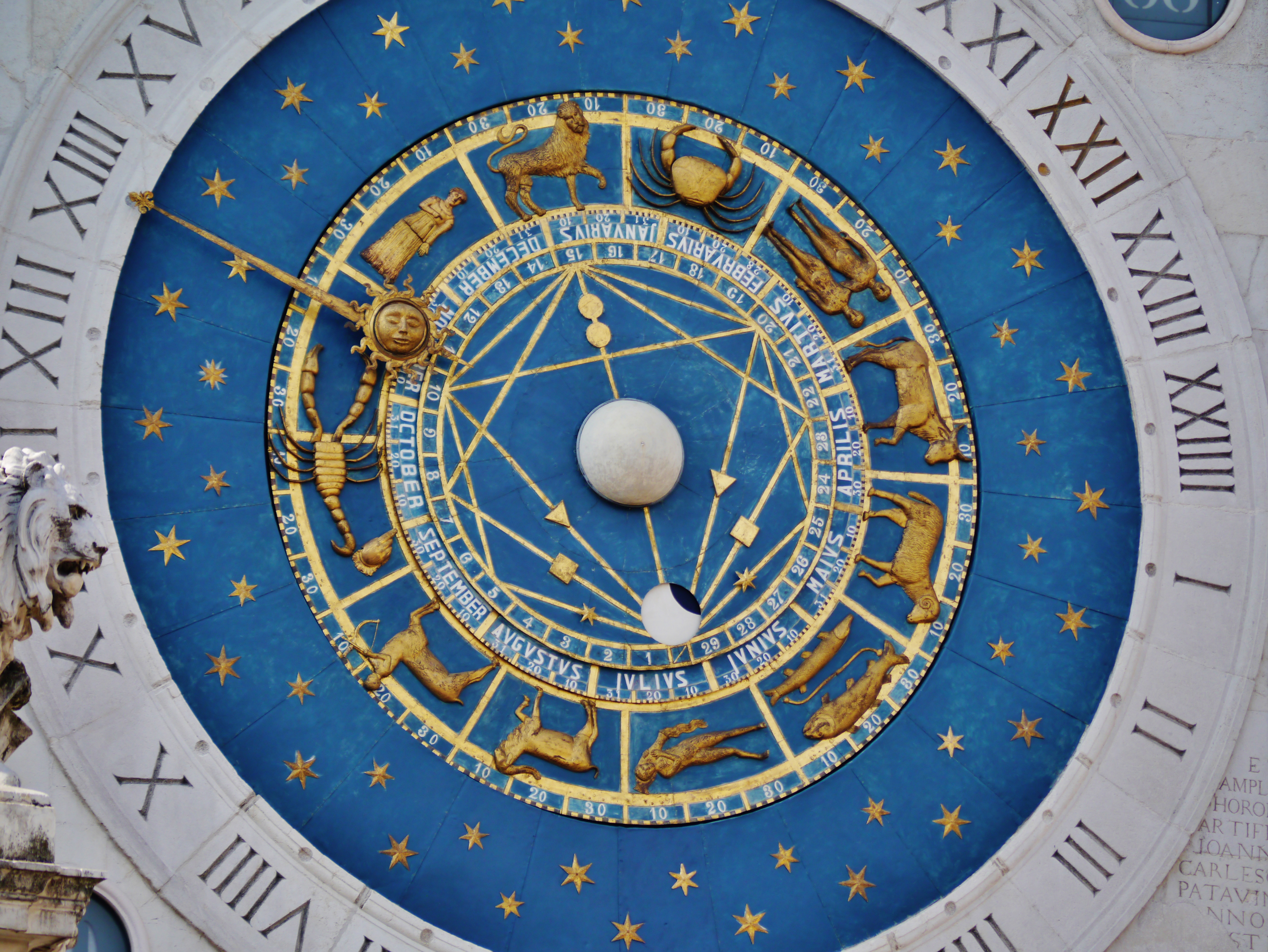

今天，钟楼向公众开放，由一群名为 Salvalarte 的志愿者负责维护。该小组是全国环境协会的一个分支机构。